# Atuário (título)
Atuário (português brasileiro) ou Actuário (português europeu) (em latim: Actuarius; em grego: ἀκτουάριος; romaniz.: aktouários) ou atário (em latim: actarius) foi um título aplicado para designar vários oficiais de funções variadas do Império Romano Tardio e Império Bizantino. No primeiro, o atuário foi um oficial fiscal encarregado com a distribuição de carroças e provisões ao exército romano. Nesta capacidade, o posto é atestado ao menos até o século VI, mas parece apenas em textos legais antiquado dai para frente.

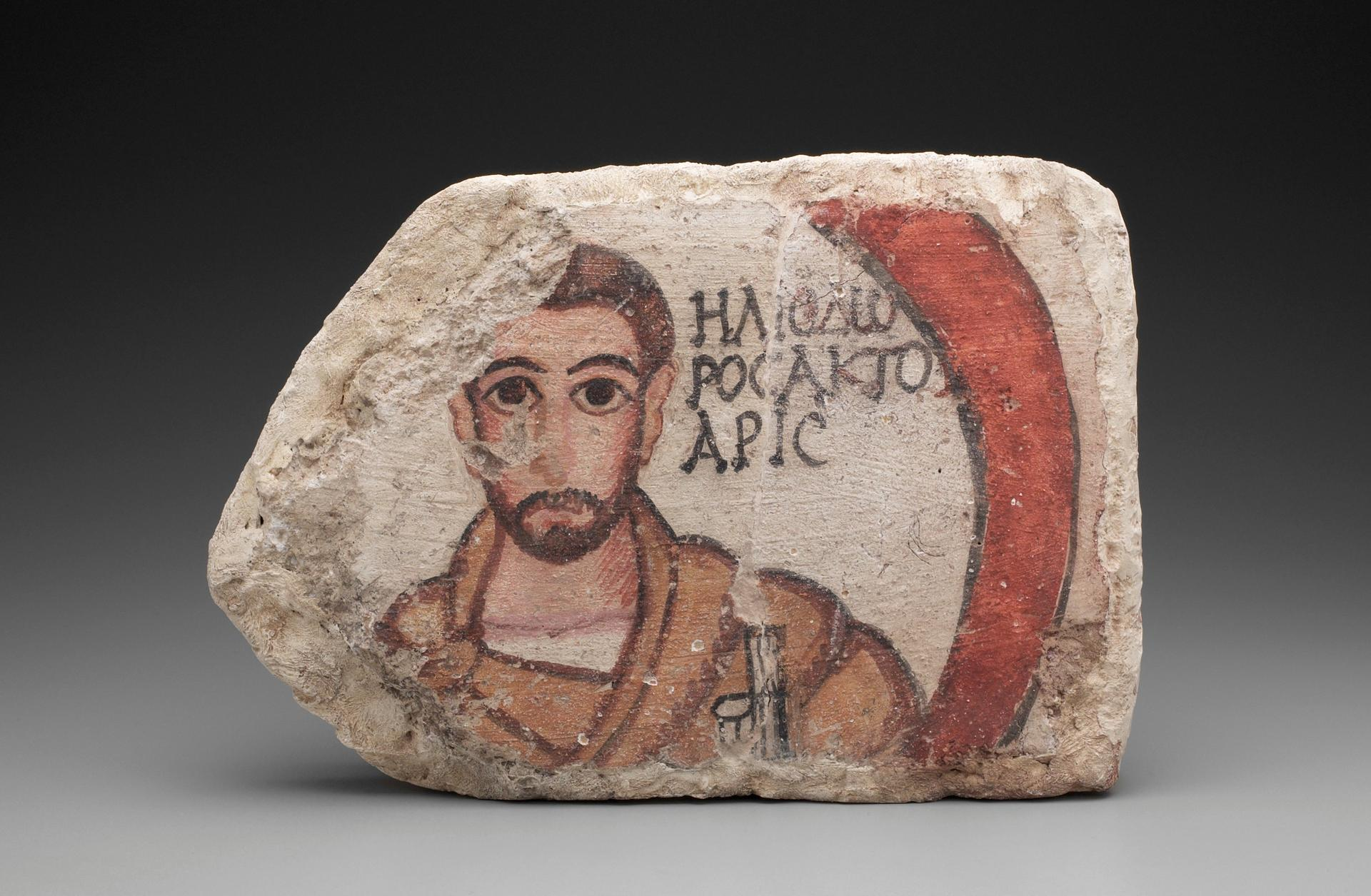
Pintura em pedra de um atuário chamado Heliodoros

O título reaparece no Taktikon Uspensky de ca. 842 e depois no Cletorológio de 899, mas o papel de seu titular é incerto. No Sobre as Cerimônias do século X feito pelo imperador Constantino VII Porfirogênito (r. 913–959), o atuário é mencionado como aquele que concedia prêmios para cocheiros vitoriosos, mas no século XII (ou talvez no século XI) o termo veio a ser aplicado para médicos proeminentes, possivelmente aqueles relacionados à corte imperial (cf. João Actuário).